# Пяски (гміна Клещув)
Пя́ски (пол. Piaski) — село в Польщі, у гміні Клещув Белхатовського повіту Лодзинського воєводства.